# Hoh Brisen
Hoh Brisen är ett berg i Schweiz. Det ligger i den centrala delen av landet, 80 km öster om huvudstaden Bern. Toppen på Hoh Brisen är 2 311 meter över havet.
Terrängen runt Hoh Brisen är huvudsakligen bergig, men den allra närmaste omgivningen är kuperad. Runt Hoh Brisen är det ganska glesbefolkat, med 47 invånare per kvadratkilometer.. Närmaste större samhälle är Schwyz, 19,8 km nordost om Hoh Brisen. 
I omgivningarna runt Hoh Brisen växer i huvudsak blandskog.